# Kremrole

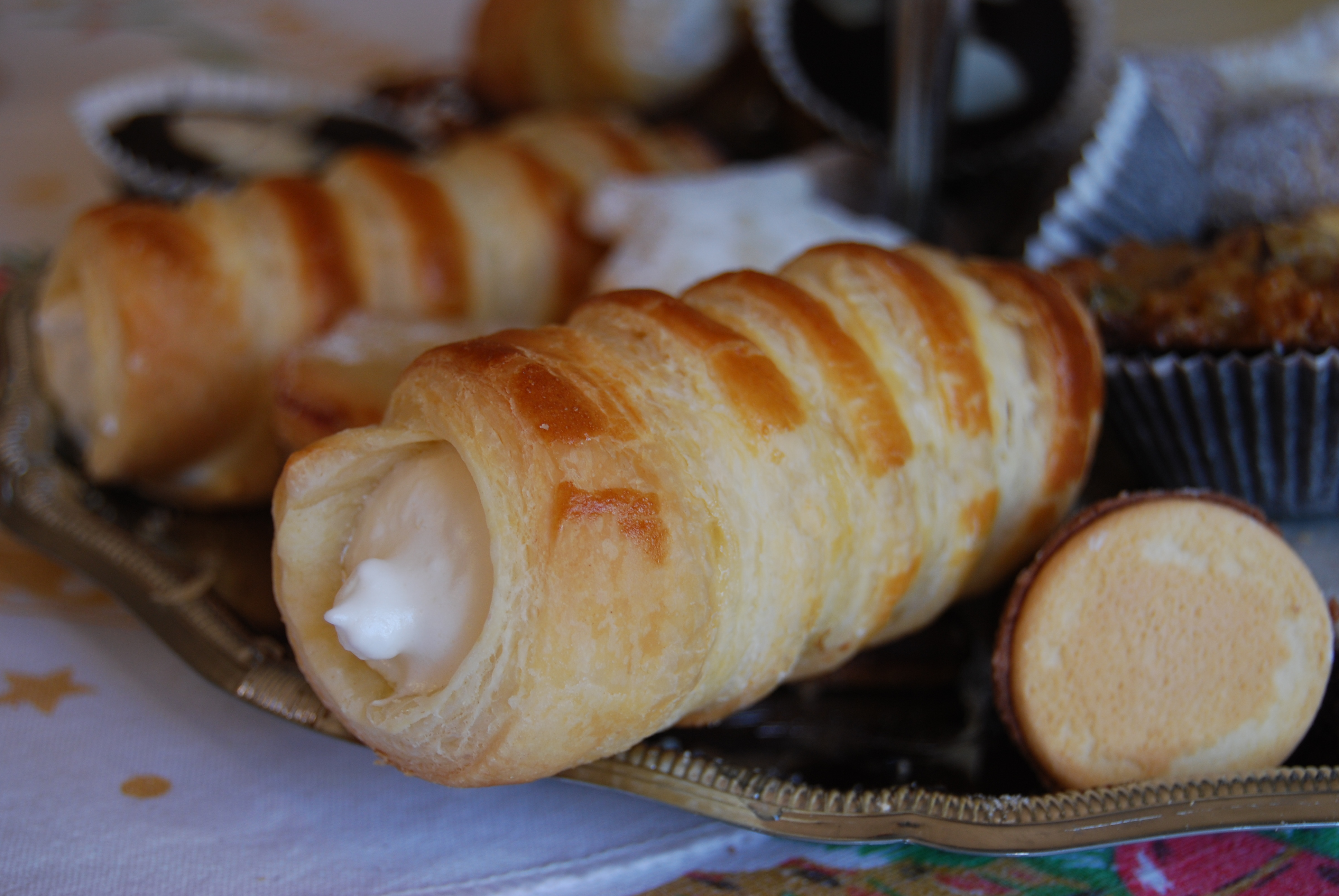
Pocukrovaná kremrole

Kremrole (v některých českých krajích nesprávně jen trubička) je sladký cukrářský výrobek, pečivo z listového těsta. Kremrole má tvar válce (německy Rolle), kdy těsto nařezané na proužky vhodné délky, je stáčeno do šroubovice a namotává se na speciální kuželovité trubičky, na kterých se následně peče.
Dutina se vyplňuje po zchladnutí krémem (odtud název krém + role, v Sasku se nazývají Blätterteig-Creme-Röllchen), tradičně vyráběným nejčastěji z našlehaného vaječného bílku s cukrem, nebo ze sladké šlehačky. 
Případně se ještě pocukruje.